# Rochford District
Rochford  är ett distrikt (motsvarande kommun) i grevskapet Essex i England, Storbritannien. Distriktet har 87 216 invånare (2022). 
Större orter i distriktet är Rayleigh och Rochford.

## Civil parishes
Distriktet är indelat i 14 civil parishes: Ashingdon, Barling Magna, Canewdon, Foulness, Great Wakering, Hawkwell, Hockley, Hullbridge, Paglesham, Rawreth, Rayleigh, Rochford, Stambridge och Sutton.